# Honda GL 1500 C

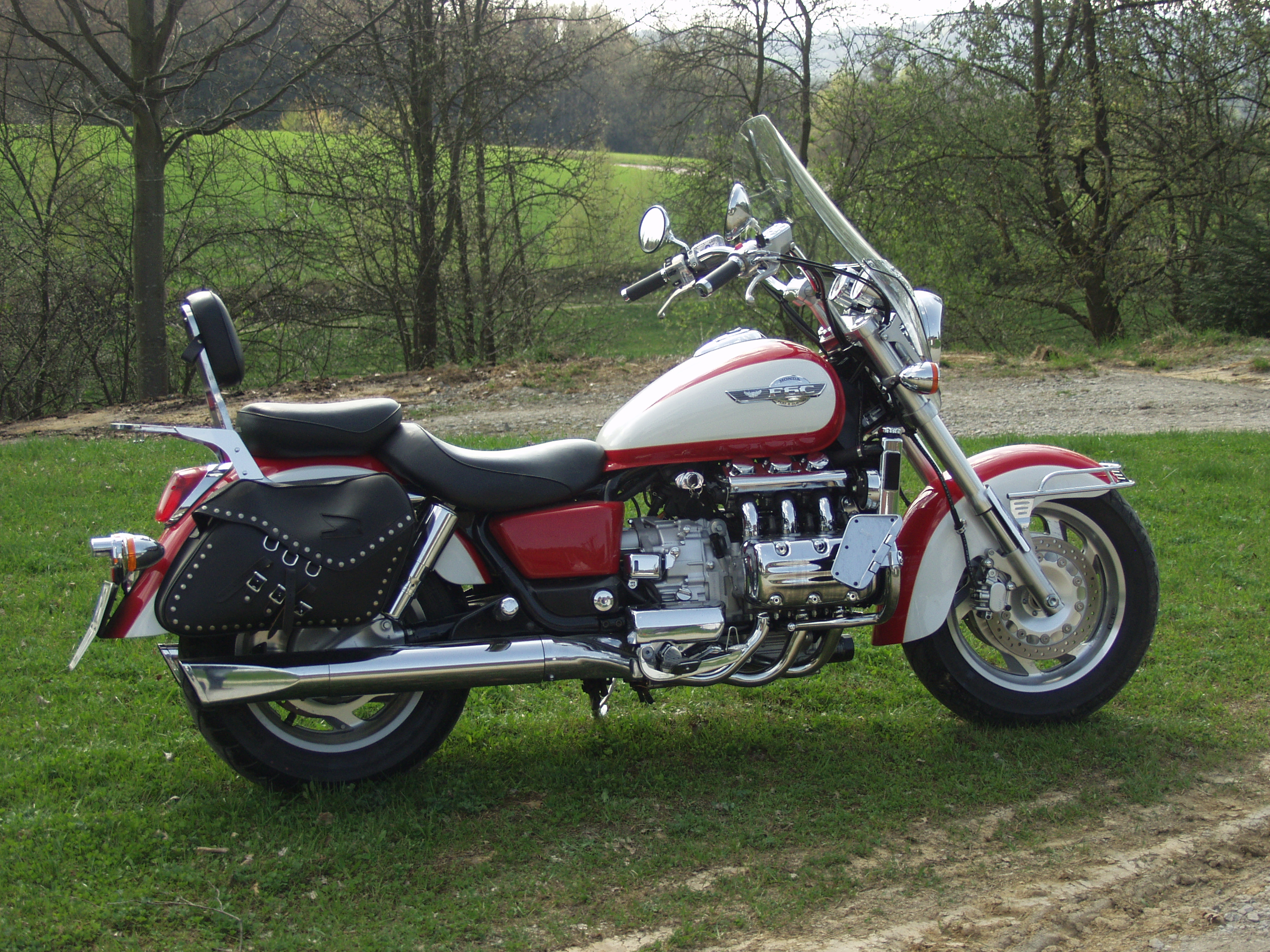
Honda F6C

De Honda GL1500C is de typeaanduiding van een motorfiets, die door Honda werd geproduceerd gedurende de periode 1996-2003. De motor werd in de Verenigde Staten Honda Valkyrie, Engels voor Walkure, genoemd. Elders in de wereld staat dit type bekend als Honda F6C (flat six custom).

## Geschiedenis
De Valkyrie was het geesteskind van ontwerper Makoto Kitigawa en zijn Amerikaanse tegenhanger, Joe Boyd uit de Honda Marysville-fabricagestal, ook wel GL Joe genoemd vanwege zijn affiniteit met de GL1500 Goldwing. Joe Boyd was een van die mensen die met veel passie, vakmanschap, talent en overredingskracht de heersende cultuur en opinie binnen de Hondagelederen wist te overtuigen dat niet een V-Twin, maar de Goldwing Boxermotor het uitgangspunt diende te zijn van een toekomstige Honda Supreme Cruiser.
De motor van de Valkyrie is een horizontaal liggende 1520cc-zescilinder, vloeistofgekoelde boxermotor, afgeleid van die van de GL1500 Goldwing. Omdat de meeste ‘Cruiser’-motoren op een V-twinmotor waren gebaseerd, was dit ongebruikelijk. De opvallendste motorverschillen met die van de GL1500 Goldwing zijn de gemodificeerde nokkenas en het aanbrengen van zes 28mm-carburateurs, een voor elke cilinder. Deze veranderingen werden aangebracht om het blok meer vermogen en koppel te geven. Het maximumtoerental werd verhoogd naar 6500 RPM, de transmissieratio's gewijzigd en het Goldwing 'Twin Spar'-frame veranderd in een nieuw ontworpen, extreem star 'Diamond'-frame. Dit kwam de stabiliteit bij hoge snelheden ten goede. Verder zorgde de 6-in-6-uitlaten voor een uniek geluid. Ten slotte was de achteruitversnelling weggelaten vanwege gewichtsbesparing (m.u.v. de Japanse versies). De Valkyrie werd in de Verenigde Staten gemaakt in de Hondafabriek in Marysville, Ohio. Van de 48.420 Valkyries werden er 6670 voor Europa en Australië geproduceerd. In Japan werd een beperkte oplage uitgebracht met achteruitrijversnelling.

## Specificaties
- Type aanduiding: Honda GL1500 C
- Naam: Valkyrie, F6C
- Productieperiode: 1996–2003

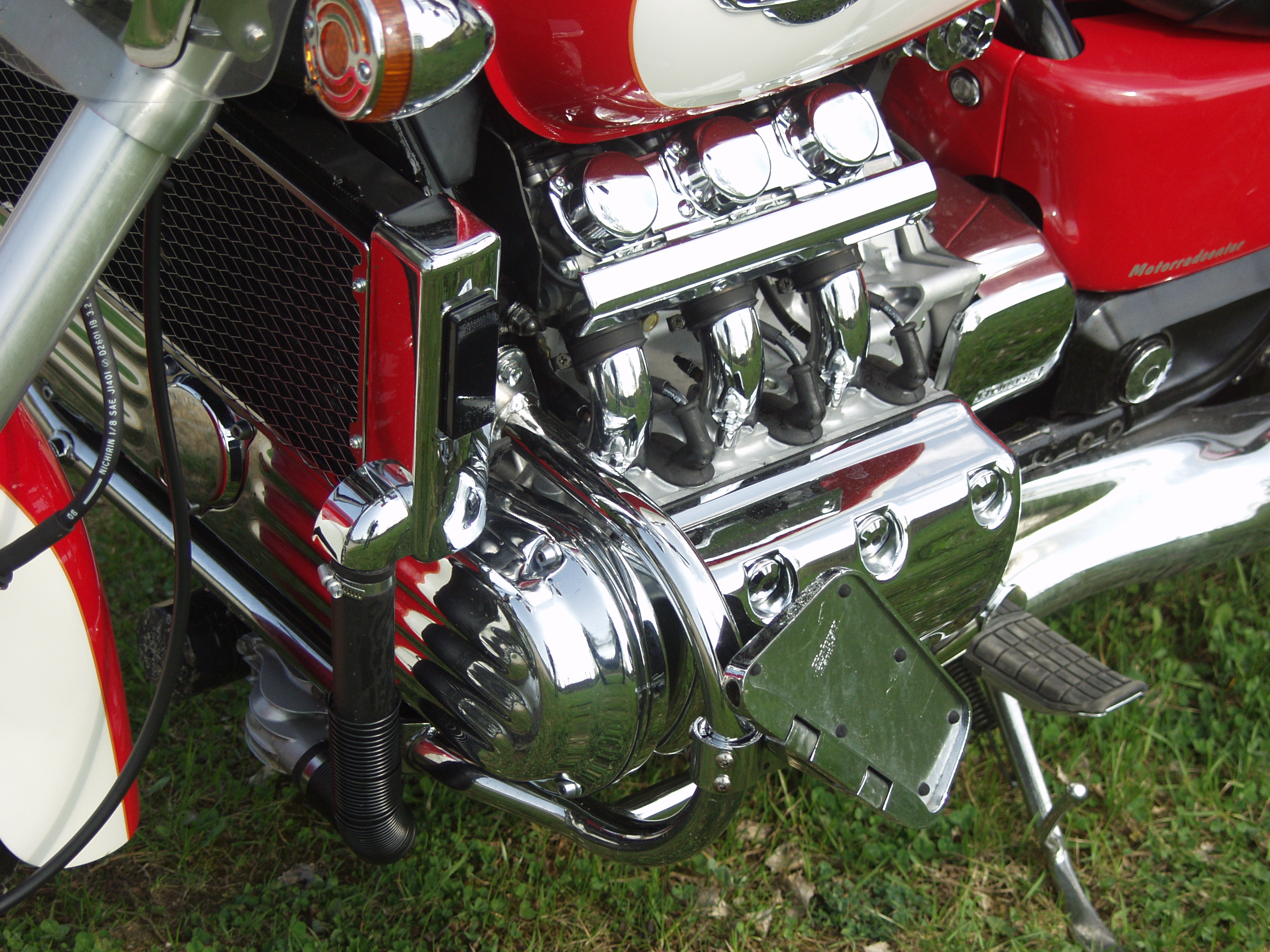
Flat Six Engine

- Motor: Vloeistofgekoelde Flat-6 boxer van 1520 cc
- Cilinders: 6 stuks van 71 mm diameter × 64 mm slag
- Compressie: 9.8:1
- Versnellingen: 5
- Aandrijving: Cardanas
- Vering voor: Omgekeerde vork van 45 mm met 130 mm bereik
- Vering achter: Instelbare telescoopveren met 120 mm bereik
- Remmen voor: Twee 296mm-schijven met twee remcilinders
- Remmen achter: Een 316mm-schijf met twee remcilinders
- Banden maat voor: 150/80R-17
- Banden maat achter: 180/70R-16
- Wielbasis: 1690 mm
- Zadel hoogte: 735 mm
- Gewicht: 300 kg
- Brandstofinhoud: 20 l (Interstate 28 l)

## Standard, Tourer en Interstate
Tijdens de introductie in 1996 was er een Standard en later een Tourer model beschikbaar. De Tourer verschilde van de Standard door een windscherm en afsluitbare, kunststof zadeltassen. Niet lang na de introductie werd de Valkyrie door het blad ‘Motorcycle Cruiser’, uitgeroepen tot ‘Cruiser of the Decade’. In 2009 werd het model nog steeds gerangschikt onder de beste Cruisers aller tijden.
In 1999 werd de Interstate toegevoegd aan de Valkyrie model reeks. De Interstate was het meest luxueuze- en comfortabele model en had aan de vork gemonteerde, geïntegreerde schermen en een kofferbak aan de achterzijde.
Toen de verkoopcijfers daalden, werd het Tourer model in 2000 uit de productie genomen, gevolgd door de Interstate in 2001. In 2003, het laatste productie jaar van de originele Valkyrie, werd de Standard alleen nog in het zwart uitgebracht.

## Rune

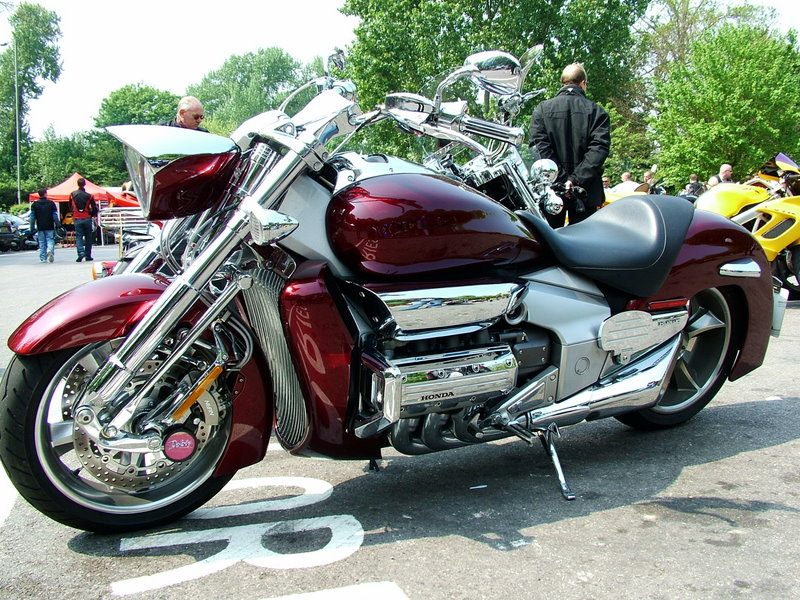
Honda Rune

Om te laten zien waartoe het bedrijf in staat was, werden tijdens de 2000 Cycle World Show in Longbeach, CA door Honda vier concept motoren geëxposeerd. De opzet was dat kenners en liefhebbers mede richting konden geven aan de productie van een toekomstige Honda Cruiser die qua ontwerp, technologie en vermogen een nieuwe- en hogere standaard zou neerzetten voor de gehele motor industrie (conform de Honda slogan: 'The Power of a Dream'). 
Masanori Aoki, die ook aan de wieg had gestaan van de innovaties bij de GL1800 Goldwing en de NSR250, werd benoemd tot projectleider. Aangezien de Honda ontwerpers en technici bij deze opdracht vrijwel geen budget limiet hadden, konden zij met de meest geavanceerde productie technologie tot het uiterste van hun capaciteiten gaan. Een van de vele huzaren stukjes was het ontwerp van een zeer korte uitlaat zonder verlies van vermogen binnen de geldende geluidsnormen. Honda wist het concept in korte tijd in productie te brengen en introduceerde in 2003 de NRX 1800 Valkyrie Rune, 'Limited Edition’ met aluminium frame en een 1800 cc motor. Deze week natuurlijk aanzienlijk af van de originele Valkyrie, zowel in stijl, doelgroep als prijsklasse. De Rune was primair een verzamelobject. Er zijn er daarom slechts 3940 van geproduceerd.

## EVO 6 concept
Honda presenteerde de EVO 6 concept motor tijdens de Tokyo motor show in 2007, gebaseerd op het flat-6 1832 cc motorblok van de Honda Goldwing. Het prototype van deze naked bike had een minimaal frame, achter een swingarm en een gemodificeerd 1800 blok met 3 fuel injectors. Het model had meer vermogen dan zijn voorgangers en was uitgerust met Honda’s ‘Human Friendly Transmission’ (HFT), die zowel volautomatisch als handgeschakelde 6-bak kan worden gebruikt.

## Re-introductie
De GW F6C Valkyrie werd opnieuw geïntroduceerd in november 2013 door middel van een gestripte versie van de GL1800 Gold Wing.
Op de Tokyo Motor Show introduceerde Honda de nieuwe, naked versie van de GL1800 als de 2014 Valkyrie. De modificatie betrof een 70 kg gewichtsvermindering, een grotere rake en trail van de voorvork, aangepaste uitlaten en vering voor het veranderde gewicht en een 50/50 gewichtsverdeling. Er werd ook een grotere wielmaat toegepast, in navolging van de, op dat moment populair zijnde sport bikes. De Valkyrie gaat echter verder dan dit genre; door de verhouding tussen vermogen en gewicht hoort deze motor thuis in de Muscle Bike klasse. Een ABS remsysteem is optioneel.  